# Verbascum phoeniceiforme
Verbascum phoeniceiforme är en flenörtsväxtart som beskrevs av Rothmaler. Verbascum phoeniceiforme ingår i släktet kungsljus, och familjen flenörtsväxter. Inga underarter finns listade i Catalogue of Life.